# Pescarolo 03
La Pescarolo 03 è una vettura sport prototipo della classe LMP1 costruito dalla azienda francese Pescarolo Sport nel 2012. 
L'auto sostituisce la Pescarolo 01, ed ha fatto il suo debutto alla 24 Ore di Le Mans 2012.
La vettura, allestita con il supporto di Roald Goethe che ha fornito il telaio e parte dei fondi necessari, rappresenta un aggiornamento della Aston Martin AMR-One, che aveva partecipato alla 24 Ore di Le Mans 2011, e mantiene inalterate gran parte delle caratteristiche originali.

## Caratteristiche
Realizzata sul telaio Monoscocca in carbonio e alluminio della donor AMR-One, la barchetta allestita da Pescarolo presentava una innovativa carrozzeria in Fibra di carbonio provvista di shark fin e sfoghi d'estrazione dell'aria situati nei passaruota.
Dotata di sospensioni anteriori a doppio braccio oscillante e posteriori di tipo Push rod la vettura era provvista di un impianto frenante con dischi carboceramici.
In origine era prevista l'installazione di un propulsore V8 HPD (Honda Performance Development), per motivi di costi la scelta, tuttavia, dovette ricadere su un Judd DB V8; il motore, aspirato a 4 valvole per cilindro, con una cilindrata di 3397cc venne accoppiato ad una trasmissione X-Trac a 6 rapporti capace di scaricare sulle ruote posteriori i 520CV disponibili a 10.000 giri/min.
Poiché il telaio della vettura era stato progettato per un propulsore 6 cilindri in linea, si rese necessaria la realizzazione di una culla specifica realizzata in tubi d'acciaio che assolveva, inoltre, alla ripartizione delle sollecitazioni generate dalle sospensioni.
La vettura così allestita, in ordine di marcia, fermava l'ago della bilancia a 900kg.

## Competizioni
Il debutto, originariamente previsto per la 6 Ore di Spa-Francorchamps, venne posticipato a causa di alcuni ritardi nelle forniture dei materiali che consentirono di approntare la vettura appena in tempo per la giornata di test propedeutici alla 24 Ore di Le Mans.

### Le Mans Test Day
La vettura calcò l'asfalto del Circuit de La Sarthe per la prima volta il 3 giugno 2012, vedendo alternarsi al volante i tre componenti dell'equipaggio Stuart Hall, Emmanuel Collard e Jean-Christophe Bouillon.
La vettura, seppur affetta da qualche problema di vibrazioni, riuscì a completare diverse tornate mostrando un passo migliore rispetto a quello della vettura donatrice bloccando il cronografo a 3:40.385, tempo che valse la 12ª posizione in griglia di partenza.

### Le Mans 2012
Per Pescarolo la 24 Ore si aprì con un colpo di scena, giacché le sue vetture non poterono essere sottoposte alle verifiche tecniche ante gara poiché sottoposte a sequestro nell'ambito delle vicissitudini legali in corso con Julien Jousse, pilota del team per la stagione 2011, che aveva citato in giudizio la squadra.
La controversia fu eventualmente risolta e il Team poté prendere parte alla competizione qualificandosi con il 13º tempo (3:37.485); le cose migliorarono durante il weekend che vide Buillon costretto al ritiro per le ferite patite in un incidente durante le prove; un principio d'incendio durante il Warm-up obbligò i meccanici agli straordinari per preparare la vettura in tempo alla partenza che, comunque, avvenne dalla corsia box.
Per la vettura francese la gara si concluse dopo sole 20 tornate per un totale di 272,85 Km percorsi in poco più di 3 ore.